# Antonius Montfoort
Antonius Cornelis Montfoort (ur. 26 września 1902 w Hadze, zm. 29 kwietnia 1974 w Voorburgu) – holenderski szermierz, brązowy medalista mistrzostw świata.
Podczas mistrzostw świata w Pieszczanach w 1938 roku Holendrzy w składzie: Willem Driebergen, Antonius Montfoort, Frans Mosman, Jacques Van der Voodt i Pieter van Wieringen zdobyli brązowy medal w szabli drużynowej. To jego jedyny medal zdobyty w zawodach tego cyklu.
Brał udział w igrzyskach olimpijskich w Berlinie w 1936 roku, gdzie drużynowo i indywidualnie dotarł do ćwierćfinałów. Były to jego jedyne starty olimpijskie.